# Юнгфернхайде (станция метро)
«Юнгфернхайде» (нем. Jungfernheide) — станция Берлинского метрополитена в районе Шарлоттенбург. Расположена на линии U7 между станциями «Якоб-Кайзер-Плац» (нем. Jakob-Kaiser-Platz) и «Мирендорфплац» (нем. Mierendorffplatz). Имеет пересадку на одноимённую станцию внутригородских электричек.

## История
Открыта 1 октября 1980 года в составе участка «Мирендорфплац» — «Рордамм».

## Архитектура и оформление
Колонная двухпролётная станция мелкого заложения. Архитектор — Райнер Г. Рюммлер. Станция сооружена двухэтажной, имеет четыре пути, два из которых (восточные пути на каждой платформе) зарезервированы для продления в перспективе линии U5 и в настоящее время не используются. Путевые стены отделаны разноцветной кафельной плиткой различной формы. Колонны коричневого цвета, потолок — светло-зелёный.